# 非洲美銀漢魚
非洲美銀漢魚（学名：Atherinomorus duodecimalis）為輻鰭魚綱銀漢魚目銀漢魚科的其中一種，分布於印度西太平洋區，從葛摩、馬達加斯加至索羅門群島、新喀里多尼亞及菲律賓海域，體長可達11公分，為熱帶魚類，棲息在沿海開放水域，生活習性不明。